# Kolenocyt
Kolenocyt – rodzaj komórek tworzących w mezohylu gąbek rusztowania z promienistych wyrostków plazmatycznych. Osiągają 10 μm. Wytwarzają kolagen.